# Liudmila Turíxtxeva
Liudmila Ivànovna Turíxtxeva (en rus Людми́ла Ива́новна Тури́щева) (Grozni, Unió Soviètica, 1952) és una gimnasta artística soviètica, ja retirada, guanyadora de nou medalles olímpiques i considerada una de les millors de la història.

## Biografia
Va néixer el 7 d'octubre de 1952 a la ciutat de Grozni, capital de la República de Txetxènia, que en aquells moments formava part de la República Socialista Federada Soviètica de Rússia (Unió Soviètica) i que avui dia forma part de la Federació Russa.

## Vida privada
Està casada, des de 1977, amb l'atleta i campió olímpic Valeri Borzov, dos cops campió olímpic el 1972.

## Carrera esportiva
Inicià la pràctica de la gimnàstica artística l'any 1965 i dos anys després ja formà part de l'equip soviètic, participant als 16 anys en els Jocs Olímpics d'Estiu de 1968 celebrats a Ciutat de Mèxic (Mèxic), on va aconseguir guanyar la medalla d'or en la prova per equips, si bé en la prova individual únicament pogué ser vint-i-quatrena.
Líder de l'equip soviètic en el Campionat del Món de gimnàstica artística de 1970, on aconseguí guanyar cinc medalles, es convertí en la millor gimnasta de l'inici de la dècada del 1970, sent destronada posteriorment per Nadia Comăneci. En els Jocs Olímpics d'Estiu de 1972 realitzats a Múnic (Alemanya Occidental) aconseguí guanyar la medalla d'or en les proves individual i per equips, si bé en les proves per aparells guanyà únicament la medalla de plata en la prova d'exercici de terra i la medalla de bronze en la prova de salt sobre cavall, a més de finalitzar quarta en la prova de barres asimètriques i cinquena en la barra d'equilibris (guanyant sengles diplomes olímpics), però veient-se superada per la seva companya Olga Kórbut.
En els anys següents destacà en els Campionat d'Europa de 1973, on guanyà cinc medalles, i en el Campionat del Món de 1974, on guanyà sis medalles.
Als Campionats d'Europa de 1975, Turíxtxeva va ocupar la quarta posició en la classificació general per darrere de la romanesa Nadia Comăneci, de 13 anys (que també va guanyar la final de volta, barres desiguals i aparells d'equilibri), la seva pròpia companya d'equip Nel·li Kim (que va quedar segona i va guanyar la final de l'exercici de terra) i Annelore Zinke. Aquesta va ser la primera vegada en 5 anys que Ludmilla perdia una competició All-around.
Als Jocs Olímpics d'Estiu de 1976 realitzats a Mont-real (Canadà) Turíxtxeva aconseguí guanyar una nova medalla d'or en la final per equips, a més de guanyar la medalla de plata en les proves d'exercici de terra i salt sobre cavall, en ambdues ocasions per darrere de la seva compatriota Nel·li Kim, i la medalla de bronze en la prova individual, per darrere de Nadia Comăneci i Nel·li Kim. Així mateix, finalitzà quarta en la prova de barra d'equilibris.
En acabar aquests Jocs es retirà de la competició activa. Posteriorment va esdevenir entrenadora, destacant entre les seves alumnes la ucraïnesa Lília Podkopàieva.
Turíxtxeva era coneguda pel seu comportament tranquil a la competició. El 1980, el periodista britànic David Hunn va escriure que «mai va ser descarada com alguns dels seus rivals, però per serenor era suprema». Això es va il·lustrar durant la Copa del Món de 1975 a l'estadi de Wembley de Londres, quan un ganxo trencat que subjectava els cables de suport de les barres desiguals va fer que l'aparell caigués a trossos i s'estavellava a terra just quan Turíxtxeva baixava. Saludant els jutges, va sortir del podi sense ni tan sols girar-se per mirar les restes de l'aparell. Va guanyar la final i les quatre finals de l'esdeveniment. Anys després, va dir de l'incident que, en aquell moment, només havia pensat en una cosa: havia de completar la seva rutina. Rastorotsky, el seu entrenador, va dir: «La Liudmila lluitaria fins a la mort en qualsevol situació».
També era coneguda per la seva manera amable. Als Jocs Olímpics de 1976, va caminar pel podi per felicitar personalment la campiona Comăneci i donar-li la mà abans d'acceptar la seva pròpia medalla.
Turíxtxeva és una de les dues úniques dones, l'altra és Ielena Xuixunova, que ha guanyat el grand slam de títols complets: Jocs Olímpics, Campionats del Món, Copa del Món i Campionats d'Europa. També és una de les dues úniques dones que ha guanyat quatre medalles d'or en un sol Campionat del Món (el 1974). L'altra és Simone Biles, dels Estats Units, que en va guanyar quatre els anys 2014, 2015 i 2018; Biles va batre el rècord i va guanyar cinc medalles d'or el Campionat del Món de gimnàstica artística de 2019.

## Vida post-gimnàstica
El 1977, Turíxtxeva es va casar amb el velocista Valeri Borzov, dos cops campió olímpic el 1972. Va ser elegida membre del Comitè Tècnic de Gimnàstica Artística Femenina de la Federació Internacional de Gimnàstica (FIG) el 1981, i ha continuat involucrada en la gimnàstica com a entrenadora, jutge internacional i oficial de la federació de gimnàstica d'Ucraïna. Una de les seves protegides va ser Lília Podkopàieva d'Ucraïna, la medallista d'or als Jocs Olímpics de 1996.
Turíxtxeva ha rebut diversos honors per la seva carrera gimnàstica, inclòs el trofeu Women in Sport del Comitè Olímpic Internacional. El 1998, va ser incorporada al Saló de la Fama de la Gimnàstica Internacional.

## Habilitat homònima
Turíxtxeva té una habilitat homònima enumerada al Codi de Punts.
| Aparell | Nom        | Descripció         | Dificultat |
| ------- | ---------- | ------------------ | ---------- |
| Volta   | Turíxtxeva | Tsukahara enganxat | 3,2        |

## Medalles (no olímpiques)
| Curs | Esdeveniment         | AA | Equip | VT | UB | BB | FX |
| ---- | -------------------- | -- | ----- | -- | -- | -- | -- |
| 1967 | Copa de la URSS      | 1r |       |    |    |    |    |
| 1968 | Copa de la URSS      | 3r |       |    |    |    |    |
| 1969 | Campionats d'Europa  | 3r |       |    | 3r |    | 3r |
| 1969 | Campionats de l'URSS | 3r |       | 2n |    | 2n | 2n |
| 1969 | Copa de la URSS      | 1r |       |    |    |    |    |
| 1970 | Campionats del Món   | 1r | 1r    | 3r | 2n |    | 1r |
| 1970 | Campionats de l'URSS |    |       |    | 1r |    | 1r |
| 1970 | Copa de la URSS      | 3r |       |    |    |    |    |
| 1971 | Campionats d'Europa  | 1r |       | 1r | 2n | 2n | 1r |
| 1971 | Campionats de l'URSS |    |       | 2n | 3r |    | 2n |
| 1971 | Copa de la URSS      | 1r |       |    |    |    |    |
| 1972 | Campionats de l'URSS | 1r |       | 1r | 1r |    |    |
| 1972 | Copa de la URSS      | 2n |       |    |    |    |    |
| 1973 | Campionats d'Europa  | 1r |       | 1r | 1r | 1r | 1r |
| 1973 | Campionats de l'URSS |    |       | 1r | 1r |    |    |
| 1973 | Copa de la URSS      | 1r |       |    |    |    |    |
| 1974 | Campionats del Món   | 1r | 1r    | 2n | 3r | 1r | 1r |
| 1974 | Campionats de l'URSS | 1r |       |    |    |    |    |
| 1974 | Copa de la URSS      | 1r |       |    |    |    |    |
| 1975 | Copa del Món         | 1r |       | 1r | 1r | 1r | 1r |
| 1975 | Campionats d'Europa  |    |       |    |    |    | 3r |
| 1975 | Campionats de l'URSS | 3r |       | 1r |    |    |    |
| 1976 | Copa de la URSS      | 2n |       |    |    |    |    |